# Laitier-nourrisseur

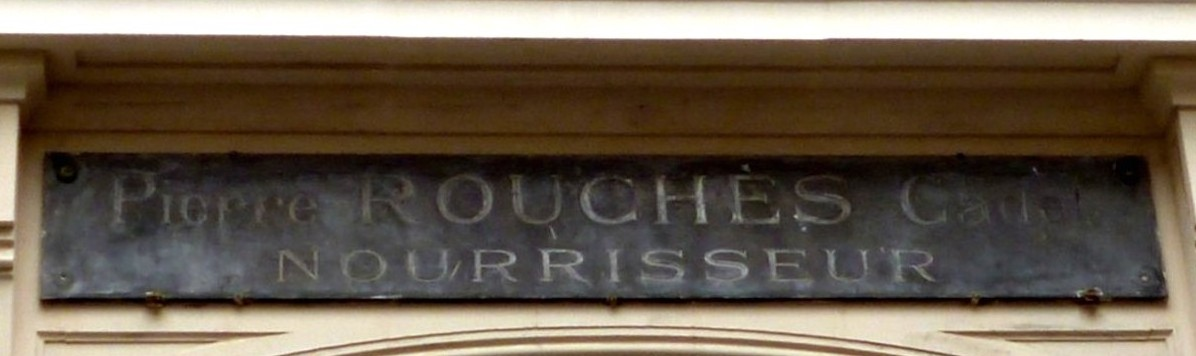
Enseigne de nourrisseur encore visible sur la façade du n° 1, impasse Franchemont, dans le 11e arrondissement de Paris

Le laitier-nourrisseur, ou simplement nourrisseur ou nourrissier, était en France la personne chargée de fournir du lait frais dans les grandes villes à partir de vacheries urbaines ou périurbaines. L'accroissement de la population dans les grandes agglomérations au cours du XIXe siècle a vu le développement de ce nouveau métier chargé à la fois de nourrir et de s'occuper des vaches et de livrer le lait. La demande  de lait frais et la difficulté de sa conservation obligeaient alors à la présence de vacheries dans les villes, le lieu de production devant être au plus proche du lieu de consommation. La généralisation de la pasteurisation et le progrès du transport laitier frigorifique dans la première moitié du XXe siècle feront disparaitre des villes vacheries et laitiers nourrisseurs.

## À Paris

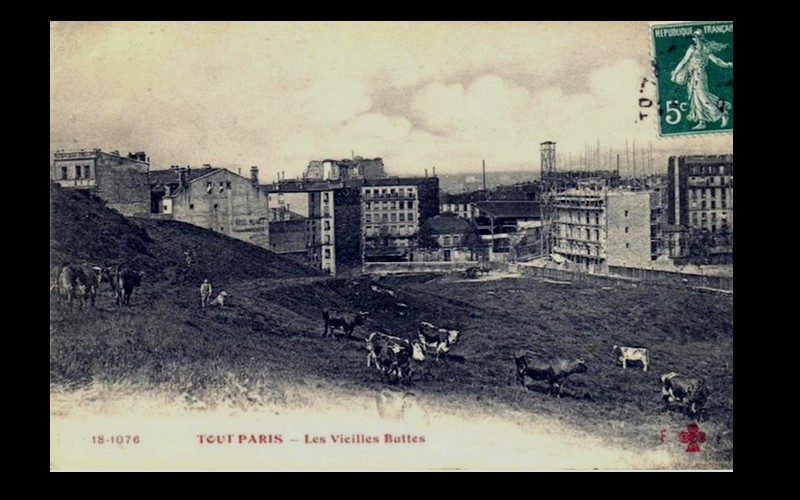
Vaches en train de paitre sur les vieilles buttes à Paris à la fin du XIXe

Dans la capitale, 6800 vaches étaient recensées en 1887. Les étables à vaches urbaines, appelées vacheries, se sont développés au cours du XIXe siècle. Les laitiers-nourrisseurs qui s'en occupaient étaient 2000 à la fin du siècle, fournissant 220 000 litres de lait chaque jour soit 40% de la consommation parisienne. Ce lait était  vendu en boutique mais le plus souvent livré en carriole chez le client, privilégié par une population aisée qui dès le milieu du XIXe le préférait au lait en gros vendu dans les laiteries, souvent accusé d'être « mouillé » (coupé avec de l'eau), moins riche en vitamines et moins sain car venant de départements voisins donc ayant subi un long temps de transport.
Le métier de nourrisseur était éprouvant, entre traire les vaches, livrer le lait aux aurores, faire paitre les animaux et/ou aller chercher du fourrage dans des fermes en grande banlieue parisienne. Beaucoup de ces laitiers-nourrisseurs étaient issus du Cantal ou de l'Aveyron. S'ils choisissaient ce métier, c'est principalement par liens de parenté ou par des connaissances. Ainsi pour le Cantal, ils venaient principalement du sud de l'arrondissement de Saint-Flour - communes de Chaudes-Aigues, Neuvéglise ou Pierrefort - et de la région de Mauriac. Ce métier présentait aussi l'avantage pour ces personnes arrivant à Paris de pouvoir travailler tout de suite, le travail étant très similaire à celui qu'ils pratiquaient depuis leur enfance dans les fermes familiales. Les laitiers-nourrissiers possédaient en général de quelques vaches à une vingtaine. Elles étaient achetées dans des fermes ou aux halles de la Villette après deux ou trois vêlages, période où elles donnaient le maximum de lait — on appelait alors ces vaches « Les Parisiennes » — et revendues quelques années plus tard pour la boucherie.

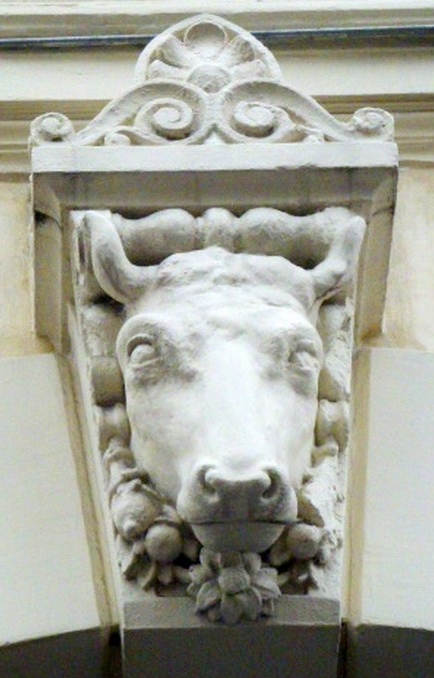
Tête de vache sculptée à l'entrée du passage Delanos où se trouvait une vacherie.

Les vaches étaient nourries par fourrage mais pâturaient également sur les zones herbées à ou proches de Paris comme les fossés des fortifications. Au XIXe, il était assez régulier d'en voir paître sur les Champs-Élysées.
Mais les vacheries commencèrent à disparaitre au fil du XXe siècle, avec la hausse des prix de l'immobilier, une pression des habitants à cause des odeurs et une réglementation sanitaire devenant aussi de plus en plus contraignante principalement sur la salubrité des installations. Mais surtout, des transports routiers et ferroviaires plus rapides et la généralisation de la chaine du froid permirent d'acheminer le lait plus facilement, la qualité des laits pasteurisés s'amélioraient également et de grandes sociétés laitières s'imposèrent dans le commerce et la distribution. La profession de nourrisseur aurait persisté à Paris jusque dans les années 50, le contrôle strict du commerce de lait ayant été fixé en 1960. En 1975 on ne comptait plus qu'une quarantaine de vacheries en région parisienne et plus aucune à Paris intramuros.  
Aujourd'hui on en retrouve encore des traces de cette activité par exemple des têtes de vache sculptées en décoration au dessus de porte menant à des cours intérieures parisiennes. Dans le quartier Faidherbe - Charonne on peut toujours voir une plaque professionnelle témoignant de cette activité.[réf. nécessaire]. Dans les années 1930, plusieurs vacheries seront transformées en parking pour voitures ou en cinéma. L'architecture de ces étables se reconnaît encore de nos jours, par leur aspect tout en longueur avec le plafond bas[réf. nécessaire].

## Laitiers-nourrissiers célèbres
- Antonin Magne, coureur cycliste, double vainqueur du tour de France avant guerre, il fut ensuite laitier-nourrisseur après la fin de sa carrière sportive et président du syndicat des laitiers-nourrisseurs de la région de Paris de la Libération jusqu'en 1970[4]
- Martin Cayla (1889-1951), musicien et éditeur de musiques auvergnates qui débuta à Paris comme laitier-nourrissier.